# ترقيع
الترقيع يشير إلى الإجراء الجراحي لنقل نسيج من موضع إلى آخر في الجسم أو من شخص آخر دون جلب مصدر الدم الخاص به معه. حيث ينمو مصدر دم جديد فيه بعد وضعه. ويُطلق على تقنية مماثلة يتم فيها نقل النسيج مع مصدر الدم اسم السديلة. وفي بعض الحالات يمكن أن تكون الرقعة عبارة عن جهاز اصطناعي. ومن الأمثلة على ذلك أنبوب لحمل مجرى الدم عبر أحد الشرايين إلى أحد الأوردة للاستخدام في الديال الدموي.

## أنواع الترقيع

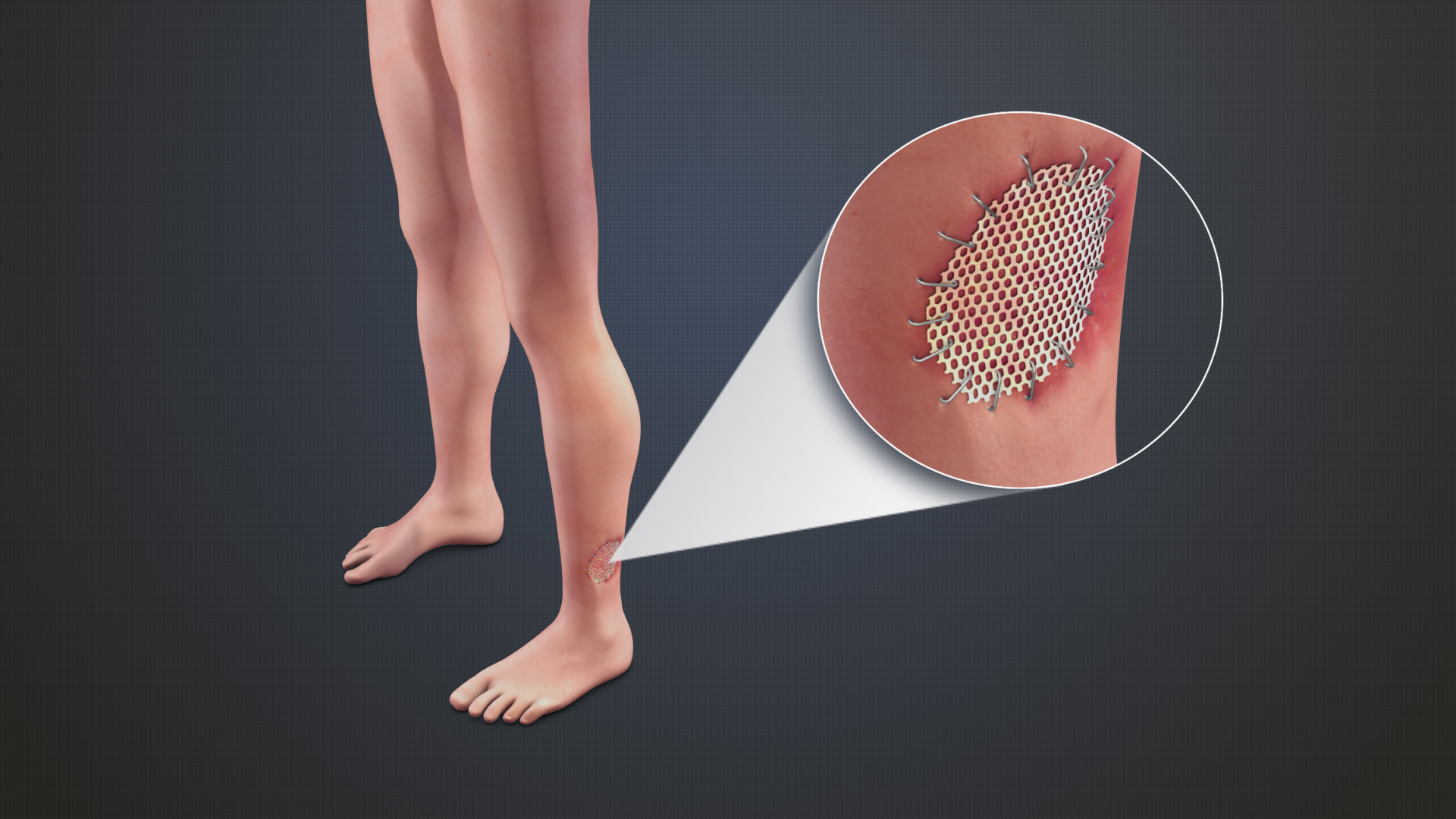
تعتمد آلية الترقيع على وضع جلد حي على جلد جرح مُدمَّر

ينطبق مصطلح الترقيع بشكل أكثر شيوعًا على ترقيع الجلد، ومع ذلك يمكن ترقيع الكثير من الأنسجة: الجلد والعظام والأعصاب والأوتار والعصبون والأوعية الدموية والدهون والقرنية هي أنسجة يتم تطعيمها بشكل شائع اليوم.
هناك أنواع محددة تشمل:
- ترقيع الجلد يُستخدم في كثير من الأحيان لعلاج فقدان الجلد بسبب جرح أو حرق أو التهاب أو جراحة. وفي حالة تلف الجلد، تتم إزالته ويتم ترقيع مكانه بجلد جديد. ويمكن أن يقلل ترقيع الجلد من مسار العلاج والاستشفاء اللازم ويمكن أن يحسن أيضًا الوظيفة والمظهر.
- ترقيع العظام يُستخدم في زراعة الأسنان، وكذلك في حالات أخرى. وقد يكون العظم ذاتي المنشأ، وعادة ما يؤخذ من العُرف الحرقفي لـلحوض، أو العظم المحفوظ في بنوك العظم.
- ترقيع الأوعية الدموية هو استخدام الأوعية الدموية المزروعة أو الاصطناعية في العمليات الجراحية.
- إصلاح الرباط، كما هو الحال مع إعادة تركيب الرباط الصليبي الأمامي أو إعادة تركيب الرباط الجانبي الزندي.
- ترقيع غشاء البكارة وهي عملية الاسترجاع الجراحي لغشاء البكارة بعد فقدانه.

## أسباب الفشل
- نشوء ورم دموي (تجمع دموي) عند وضع الرقعة فوق نزيف نشط
- العدوى
- نشوء تورم مصلي (تجمع سوائل)
- تسبب قوة القص في تعطيل نمو مورد الدم الجديد
- أساس غير ملائم لنمو مورد الدم الجديد منه، مثل الغضاريف أو الأوتار أو العظام